# Kongsi
Kongsi is een benaming voor een groep met een gezamenlijk, algemeen zakelijk belang voor het beheren van hun activiteiten. De term is afkomstig uit het Chinees: 公司. In het Nederlands kan men het vergelijken met een maatschappij, firma of vennootschap. 

## Achtergrond
Kongsi's werden gevormd in plaatsen en gebieden waar Chinese families naartoe emigreerden. Overzeese Chinezen vestigden zich, bijvoorbeeld, in het voormalige Nederlands-Indië, en daar, maar ook in het huidige Maleisië en op de Filipijnen, ontstonden talrijke kongsi's: zakelijke samenwerkingsverbanden, vaak samenvallend met de familie, waardoor het familiekapitaal bijeen bleef. Dat familieverband is in de loop der tijd wel minder hecht geworden. Een kongsi had een veelal bloemrijke naam ("Drie kanalen", "Orchideeëngeur"), die ook op brieven werd gestempeld.
Vele duizenden Chinezen waren werkzaam in goudmijnen op Borneo. Deze goudmijnen werden door hen geëxploiteerd tussen eind 18de eeuw en eind 19de eeuw. Voor hun eigen belang vormden ze op kleine schaal kongsi's. Tussen kongsi's werden op den duur coalities aangegaan. Zo'n coalitie heet in het Chinees een "zongting" die meestal de familieverbanden overstijgt. Ze vormden aldus ministaatjes, autonome republiekjes, die zeer democratisch bleken te functioneren en een tegenwicht vormden tegen de autocratisch functionerende Nederlandse kolonisten. In het midden van de 19de eeuw nam de wrijving tussen de groeperingen toe, ook tussen kongsi's (er woedde toen zelfs een "kongsi-oorlog" op het eiland). De bevolking werd vervolgens onder Nederlands gezag gebracht.

## Moderne betekenis
Het woord kongsi (tot 1995 ook gespeld als kongsie) kreeg in de loop der tijd in het Nederlands een ongunstige bijbetekenis. De term wordt nu meestal gebruikt voor een club of kliek die samenwerkt om zichzelf te bevoordelen, soms implicerend dat dit in het geheim zou gebeuren, ten koste gaand van anderen, en/of wederrechtelijk geschiedend. De hiervoor besproken oorspronkelijke historische betekenis is naar de achtergrond verdwenen. 